# Bandera de Misisipi
La bandera de Misisipi es la enseña estatal de Misisipi, en los Estados Unidos, que fue aprobada en votación el 3 de noviembre de 2020.
La aprobación de dicha bandera vino a sustituir el vacío dejado por la anterior, eliminada el 30 de junio de 2020, que revivía la primera bandera y la bandera de guerra de los Estados Confederados de América y que había sido adoptada en 1894, siendo la única bandera estatal de Estados Unidos que aún incorporaba la bandera de guerra de la Confederación.

## Bandera de 1861
Cuando Misisipi se separó de la Unión el 9 de enero de 1861, como un signo de independencia, la bandera Bonnie Blue (una sola estrella blanca sobre un fondo azul) fue izada en el edificio del capitolio de Misisipi en Jackson. Esta enseña fue originalmente utilizada en la rebelión de Florida Occidental de 1810. El 26 de enero Misisipi adoptó oficialmente una nueva bandera, que incluía la bandera Bonnie Blue en su cantón (en heráldica: esquina) superior izquierdo y un árbol de magnolia en su campo central, conocida como "la bandera de la magnolia".

## Referéndum sobre la bandera del 2001
El 17 de abril de 2001 se propuso a los votantes de Misisipi un referéndum para cambiar la bandera del estado. La propuesta ofrecía sustituir la bandera de batalla confederada por un cantón azul con 20 estrellas. El anillo externo de trece estrellas representaría las Trece Colonias originales, el anillo de seis estrellas representaría las seis naciones que han tenido soberanía sobre el territorio de Misisipi (las naciones indias, Francia, España, Reino Unido, Estados Unidos y los Estados Confederados), y la estrella interior y ligeramente más grande representaría al propio Misisipi. Las veinte estrellas también representarían el estado de Misisipí como el vigésimo miembro de los Estados Unidos. La propuesta de la nueva bandera fue ampliamente rechazada, con un porcentaje del 65% en contra y un 35% a favor.

## Nueva bandera
Las protestas con la consigna Black Lives Matter, que comenzaron en Minneapolis el 25 de mayo de 2020 por la muerte de George Floyd, asfixiado en el suelo por un policía, tuvieron distintas consecuencias y una de ellas fue la eliminación de la bandera del estado que contenía el emblema confederado.

## Galería de banderas
|                                          |
| La bandera de la magnolia de 1861 a 1865 |

|                                                  |
| Variante no oficial de la bandera de la magnolia |

|                                       |
| La bandera de Misisipi de 1894 a 1996 |

|                                       |
| La bandera de Misisipi de 1996 a 2001 |

|                                       |
| La bandera de Misisipi de 2001 a 2020 |

|                              |
| Propuesta de bandera de 2001 |

|                                                 |
| Propuesta de bandera de la hospitalidad de 2014 |

|                                                 |
| La bandera del bicentenario de Misisipi de 2017 |

|                              |
| Propuesta de bandera de 2020 |